# KMH Budapest
Der Kanadai Magyar Hokiklub Budapest (kurz auch HK Budapest oder Hokiklub Budapest) ist ein ungarischer Eishockeyclub aus Budapest.
Der Verein wurde im Jahr 2006 gegründet und betreibt vor allem mehrere Kinder- und Jugendmannschaften und zudem eine Fraueneishockeymannschaft, die von 2012 bis 2024 in der multinationalen European Women’s Hockey League (EWHL) und seither in der Deutschen Frauen Eishockey Liga (DFEL) spielt.
Seit 2012 spielt der Verein in der neu eröffneten Eishalle Tüskecsarnok in Újbuda, dem XI. Budapester Bezirk. Die U18-Mannschaft des Klubs nahm in der Saison 2015/16 an der Erste Bank Juniors League teil. Zwischen 2018 und 2020 trat der Klub mit einer eigenen Männermannschaft in der Ersten Liga an. 2019, 2020, 2021, 2022 und 2023 gewann die Frauenmannschaft des KMH die European Women’s Hockey League.

## Männer
Der KMH Budapest war erstmals 2018/19 in der erstklassigen Ersten Liga vertreten. Die Mannschaft trat dort als Hokiklub Budapest auf und trug ihre Spiele im Tüskecsarnok aus. 2020 ging der Verein eine Kooperation mit MAC Budapest ein, dessen Männerteam von 2018 bis 2020 in der slowakischen Tipsport Liga gespielt hatte. Die gemeinsame Mannschaft startete als MAC-HKB Újbuda. Seit 2022 trägt sie den Namen Budapest Jégkorong Akadémia HC, unter dem auch die Jugendmannschaften des MAC starten.
| Saison            | Liga       | Platzierung | Endrunde                  |
| ----------------- | ---------- | ----------- | ------------------------- |
| Hokiklub Budapest |            |             |                           |
| 2018/19           | Erste Liga | 11. Platz   | 9. (Qualifikationsrunde)  |
| 2019/20           | Erste Liga | 9. Platz    | 10. (Qualifikationsrunde) |
| MAC-HKB Újpest    |            |             |                           |
| 2020/21           | Erste Liga | 5. Platz    | Viertelfinale             |
| 2021/22           | Erste Liga | 5. Platz    | Viertelfinale             |

## Frauen
Die Frauenmannschaft des KMH Budapest trat ab 2012 in der multinationalen Elite Women’s Hockey League an. 2016 erreichte sie erstmals die Playoffs, 2019 gewann sie ihre erste Meisterschaft. In den folgenden vier Jahren holte das Team ebenfalls immer die Meisterschaft. In der Saison 2020/21 gewann der KMH einschließlich Playoffs alle 18 Spiele, wovon nur eins im Halbfinale in die Verlängerung ging. Seit 2021 tritt das Frauenteam als Hokiklub Budapest bzw. HK Budapest auf. In der Saison 2024/25 spielt der HK Budapest in der Deutschen Frauen Eishockey Liga (DFEL).
Die Frauen tragen ihre Spiele im Tüskesátor (Stachelzelt) aus, einer Nebenfläche des Tüskecsarnok.
| Saison  | Liga | Platzierung | Endrunde |
| ------- | ---- | ----------- | -------- |
| 2012/13 | EWHL | 5. Platz    |          |
| 2013/14 | EWHL | 5. Platz    |          |
| 2014/15 | EWHL | 5. Platz    |          |
| 2015/16 | EWHL | 4. Platz    | 4. Platz |
| 2016/17 | EWHL | 2. Platz    | 4. Platz |
| 2017/18 | EWHL | 2. Platz    | 3. Platz |
| 2018/19 | EWHL | 2. Platz    | Meister  |
| 2019/20 | EWHL | 2. Platz    | Meister  |
| 2020/21 | EWHL | 1. Platz    | Meister  |
| 2021/22 | EWHL | 1. Platz    | Meister  |
| 2022/23 | EWHL | 1. Platz    | Meister  |
| 2023/24 | EWHL | 1. Platz    | 2. Platz |
| 2024/25 | DFEL | 2. Platz    | 2. Platz |